# BE Circuit 2009/10
Der BE Circuit 2009/2010 war die 23. Auflage dieser europäischen Turnierserie im Badminton. Die Estonian International und die Italian International wurden abgesagt. Zum Abschluss der Serie wurde ein Finale ausgetragen.

## Die Wertungsturniere
| Turnier                                 | Austragungsort   | Termin                         | Preisgeld      | BWF-Level |
| --------------------------------------- | ---------------- | ------------------------------ | -------------- | --------- |
| 01 Slovenia International 2009          | Lendava          | 14. bis zum 17. Mai 2009       | 5.000 US$      | Level 4B  |
| 02 Spanish International 2009           | Madrid           | 21. bis zum 24. Mai 2009       | 15.000 US$     | Level 4A  |
| 03 Le Volant d’Or de Toulouse 2009      | Toulouse         | 28. bis zum 31. Mai 2009       | 15.000 US$     | Level 4A  |
| 04 St. Petersburg White Nights 2009     | Gatchina         | 1. bis zum 5. Juli 2009        | 15.000 US$     | Level 4A  |
| 05 Belgian International 2009           | Mechelen         | 3. bis zum 6. September 2009   | 15.000 US$     | Level 4A  |
| 06 Kharkiv International 2009           | Kharkov          | 10. bis zum 13. September 2009 | 5.000 US$      | Level 4B  |
| 07 Czech International 2009             | Brno             | 24. bis zum 27. September 2009 | 5.000 US$      | Level 4B  |
| 08 Bulgarian International 2009         | Sofia            | 1. bis zum 4. Oktober 2009     | 15.000 US$     | Level 4A  |
| 09 Cyprus International 2009            | Nikosia          | 8. bis zum 11. Oktober 2009    | 5.000 US$      | Level 4B  |
| 10 Slovak International 2009            | Presov           | 22. bis zum 25. Oktober 2009   | Kein Preisgeld | Level 4C  |
| 11 Hungarian International 2009         | Budapest 29.     | 10. bis zum 1. November 2009   | 5.000 US$      | Level 4B  |
| 12 Iceland International 2009           | Reykjavík        | 5. bis zum 8. November 2009    | 5000 US$       | Level 4B  |
| 13 Norwegian International 2009         | Oslo             | 12. bis zum 15. November 2009  | 15.000 US$     | Level 4A  |
| 14 Scottish Open 2009                   | Glasgow          | 18. bis zum 22. November 2009  | 15.000 US$     | Level 4A  |
| 15 Welsh International 2009             | Cardiff          | 26. bis zum 29. November 2009  | 5.000 US$      | Level 4B  |
| 16 Irish Open 2009                      | Dublin           | 3. bis zum 6. Dezember 2009    | 5.000 US$      | Level 4B  |
| 17 Italian International 2009           | Rom              | 8. bis zum 11. Dezember 2009   | 15.000 US$     | Level 4A  |
| 17 Turkey International 2009            | Istanbul         | 17. bis zum 20. Dezember 2009  | 5.000 US$      | Level 4B  |
| 18 Estonian International 2010          | Tallinn          | 14. bis zum 17. Januar 2010    |                |           |
| 18 Swedish International Stockholm 2010 | Stockholm        | 21. bis zum 24. Januar 2010    | 15.000 US$     | Level 4A  |
| 19 Austrian International 2010          | Wien             | 24. bis zum 27. Februar 2010   | 15.000 US$     | Level 4A  |
| 20 Croatian International 2010          | Zagreb           | 4. bis zum 7. März 2010        | 5.000 US$      | Level 4B  |
| 21 Romanian International 2010          | Timisoara        | 18. bis zum 21. März 2010      | 5000 US$       | Level 4B  |
| 22 Polish International 2010            | Warschau         | 25. bis zum 28. März 2010      | 15.000 US$     | Level 4A  |
| 23 Dutch International 2010             | Wateringen       | 8. bis zum 11. April 2010      | 15.000 US$     | Level 4A  |
| 24 Finnish International 2010           | Vantaa           | 22. bis zum 25. April 2010     | 5.000 US$      | Level 4B  |
| 25 Portugal International 2010          | Caldas da Rainha | 29. April bis zum 2. Mai 2010  | 5.000 US$      | Level 4B  |

## Sieger
| Veranstaltung                   | Herreneinzel             | Dameneinzel          | Herrendoppel                                 | Damendoppel                                | Mixed                                                |
| ------------------------------- | ------------------------ | -------------------- | -------------------------------------------- | ------------------------------------------ | ---------------------------------------------------- |
| Slovenian International         | Harry Wright             | Maja Tvrdy           | Jürgen Koch Peter Zauner                     | Johanna Goliszewski Claudia Vogelgsang     | Peter Zauner Simone Prutsch                          |
| Spanish International           | Hans-Kristian Vittinghus | Sayali Gokhale       | Rasmus Bonde Mikkel Delbo Larsen             | Line Damkjær Kruse Mie Schjøtt-Kristensen  | Robin Middleton Mariana Agathangelou                 |
| Le Volant d’Or de Toulouse      | Rajiv Ouseph             | Ella Diehl           | Chris Langridge Robin Middleton              | Valeria Sorokina Nina Vislova              | Robert Mateusiak Nadieżda Kostiuczyk                 |
| St. Petersburg White Nights     | Dmytro Zavadsky          | Ella Diehl           | Vitaliy Durkin Alexandr Nikolaenko           | Valeria Sorokina Nina Vislova              | Flandy Limpele Anastasia Russkikh                    |
| Belgian International           | Marc Zwiebler            | Yao Jie              | Ruud Bosch Koen Ridder                       | Misaki Matsutomo Ayaka Takahashi           | Heather Olver Marcus Ellis                           |
| Kharkiv International           | Dmytro Zavadsky          | Anne Hald            | Andrei Ivanov Andrey Ashmarin                | Anna Kobceva Elena Prus                    | Valeriy Atrashchenkov Elena Prus                     |
| Czech International             | Petr Koukal              | Trupti Murgunde      | Mads Conrad-Petersen Mads Pieler Kolding     | Maria Helsbøl Anne Skelbæk                 | Viki Indra Okvana Gustiani Megawati                  |
| Bulgarian International         | Rune Ulsing              | Petya Nedelcheva     | Kasper Faust Henriksen Anders Kristiansen    | Petya Nedelcheva Anastasia Russkikh        | Robert Mateusiak Nadieżda Kostiuczyk                 |
| Cyprus International            | Simon Maunoury           | Špela Silvester      | Christopher Bruun Jensen Morten Kronborg     | Anastasiia Akchurina Natalia Perminova     | Henry Tam Donna Haliday                              |
| Slovak International            | Wisnu Haryo Putro        | Alesia Zaitsava      | Ondřej Kopřiva Tomáš Kopřiva                 | Maria Lykke Andersen Karina Sørensen       | Mark Philip Winther Karina Sørensen                  |
| Hungarian International         | Dieter Domke             | Jeanine Cicognini    | Adam Cwalina Wojciech Szkudlarczyk           | Tatjana Bibik Olga Golovanova              | Wojciech Szkudlarczyk Agnieszka Wojtkowska           |
| Iceland International           | Christian Lind Thomsen   | Ragna Ingólfsdóttir  | Anders Skaarup Rasmussen René Lindskow       | Ragna Ingólfsdóttir Snjólaug Jóhannsdóttir | Theis Christiansen Joan Christiansen                 |
| Norwegian International         | Hans-Kristian Vittinghus | Juliane Schenk       | Rasmus Bonde Simon Mollyhus                  | Helle Nielsen Marie Røpke                  | Marcus Ellis Heather Olver                           |
| Scottish Open                   | Marc Zwiebler            | Susan Egelstaff      | Mads Conrad-Petersen Mads Pieler Kolding     | Valeria Sorokina Nina Vislova              | Alexandr Nikolaenko Valeria Sorokina                 |
| Welsh International             | Kristian Nielsen         | Tatjana Bibik        | Vitaliy Durkin Alexandr Nikolaenko           | Valeria Sorokina Nina Vislova              | Vitaliy Durkin Nina Vislova                          |
| Irish Open                      | Henri Hurskainen         | Carolina Marín       | Mads Conrad-Petersen Mads Pieler Kolding     | Mariana Agathangelou Heather Olver         | Mikkel Delbo Larsen Mie Schjøtt-Kristensen           |
| Turkey International            | Ville Lång               | Li Shuang            | Joel Johansson-Berg Imam Sodikin             | Emelie Lennartsson Emma Wengberg           | Viki Indra Okvana Gustiani Megawati                  |
| Swedish International Stockholm | Indra Bagus Ade Chandra  | Kaori Imabeppu       | Chris Langridge Robin Middleton              | Helle Nielsen Marie Røpke                  | Mads Pieler Kolding Britta Andersen                  |
| Austrian International          | Andre Kurniawan Tedjono  | Fransisca Ratnasari  | Viki Indra Okvana Ardiansyah Putra           | Rie Eto Yu Wakita                          | Valeriy Atrashchenkov Elena Prus                     |
| Croatian International          | Ben Beckman              | Nicole Grether       | Joe Morgan James Phillips                    | Nicole Grether Charmaine Reid              | Zvonimir Đurkinjak Staša Poznanović                  |
| Romanian International          | Yeoh Kay Bin             | Hitomi Oka           | Jürgen Koch Peter Zauner                     | Shinta Mulia Sari Yao Lei                  | Chayut Triyachart Yao Lei                            |
| Polish Open                     | SpanienPablo Abián       | JapanKana Ito        | RusslandVladimir Ivanov RusslandIvan Sozonov | SingapurShinta Mulia Sari SingapurYao Lei  | RusslandAndrey Ashmarin RusslandAnastasia Prokopenko |
| Dutch International             | Rune Ulsing              | Karina Jørgensen     | Mads Conrad-Petersen Mads Pieler Kolding     | Samantha Barning Eefje Muskens             | Anders Skaarup Rasmussen Anne Skelbæk                |
| Finnish International           | Raul Must                | Anastasia Prokopenko | Sébastien Vincent Laurent Constantin         | Barbara Matias Elisa Chanteur              | Mikkel Delbo Larsen Mie Schjøtt-Kristensen           |
| Portugal International          | Kenn Lim                 | Telma Santos         | Martin Kragh Anders Skaarup Rasmussen        | Lauren Smith Alexandra Langley             | Zvonimir Đurkinjak Staša Poznanović                  |